# Mohamed Ouzzine

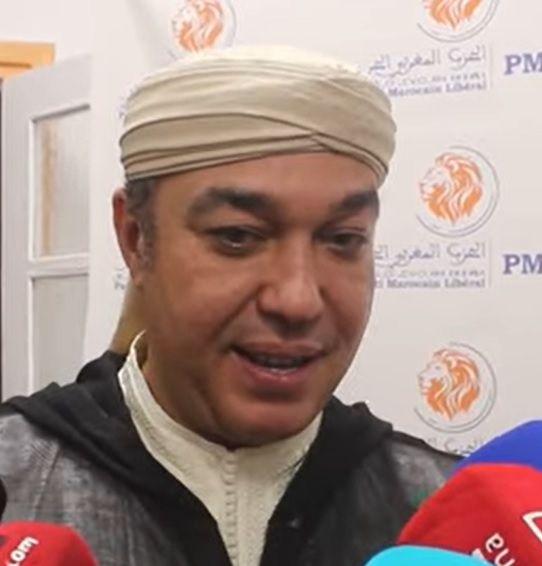
Mohamed Ouzzine, 2023

Mohamed Ouzzine (* 5. Januar 1969) ist ein marokkanischer Politiker der Partei Volksbewegung.

## Leben
Mohamed Ouzzine arbeitete von 1993 bis 1999 als Professor für Kommunikation und Management. 2000 wurde er öffentlich erstmals in der Partei Volksbewegung aktiv. Vom 29. Juli 2009 bis 3. Januar 2012 war er Staatssekretär im Außenministerium. Seit dem 3. Januar 2012 ist er als Nachfolger von Moncef Belkhyat Minister für Jugend und Sport in Marokko.